# Le Petit-Abergement
Le Petit-Abergement is een plaats en voormalige gemeente in het Franse departement Ain in de regio Auvergne-Rhône-Alpes en telt 141 inwoners (1999). De oppervlakte bedraagt 28,2 km², de bevolkingsdichtheid is 5,0 inwoners per km².

## Geschiedenis
Tot maart 2015 viel de gemeente onder het kanton Brénod. Op 22 maart van dat jaar werd het kanton opgeheven en werden de gemeenten opgenomen in het kanton Hauteville-Lompnes. Op 1 januari 2016 fuseerde de gemeente met Le Grand-Abergement, Hotonnes en Songieu tot de commune nouvelle Haut Valromey. Hoewel alleen Songieu tot het arrondissement Belley behoorde en de overige drie gemeenten tot het arrondissement Nantua werd de nieuwe gemeente opgenomen in het arrondissement Belley.

## Geografie
De onderstaande kaart toont de ligging van Le Petit-Abergement met de belangrijkste infrastructuur en aangrenzende gemeenten.

## Demografie
Onderstaande figuur toont het verloop van het inwoneraantal van Le Petit-Abergement vanaf 1962. De cijfers zijn afkomstig van het Frans bureau voor statistiek en bevatten geen dubbel getelde personen (volgens de gehanteerde definitie population sans doubles comptes).
Vanwege een beveiligingsprobleem met de MediaWiki Graph-software is het momenteel niet mogelijk deze grafiek weer te geven. Zodra de software is bijgewerkt zal de grafiek vanzelf weer zichtbaar worden.
Le Grand-Abergement · Hotonnes · Le Petit-Abergement · Ruffieu · Songieu